# 2012: Doomsday
2012: Doomsday è un film del 2008 diretto da Nick Everhart.

## Trama
Il 21 dicembre 2012 alcuni scienziati della NASA scoprono che sta avvenendo l'inversione dei poli terrestri, nello stesso momento in Messico quattro stranieri sono in pellegrinaggio in un antico tempio Maya proprio nel giorno della profezia.

## Sequel
Il film fa parte di una trilogia composta anche da 2012: Supernova e 2012: Ice Age.